# Fashion by Passion
Fashion by Passion è il secondo album dei White Sister, pubblicato nel 1986 per l'etichetta discografica FM Revolver.

## Tracce
1. Place in the Heart (Chadock, Churchill-Dries) 3:57
2. Fashion by Passion (Chadock, Churchill-Dries) 3:45
3. Dancin' on Midnight (Chadock, Churchill-Dries) 4:15
4. Save Me Tonight (Brandon, Leib) 4:15
5. Ticket to Ride (Lennon, McCartney) 3:51 (Beatles Cover)
6. April (Brandon, Chadock, Churchill-Dries) 3:57
7. Until It Hurts (Brandon, Chadock, Churchill-Dries) 4:52
8. Troubleshooter (Frederiksen, Meadows, Phillips) 3:58
9. Lonely Teardrops (Fredericksen, Meadows, Phillips) 3:14

## Formazione
- Dennis Churchill-Dries - voce, basso
- Rick Chadock - chitarra
- Richard Wright - batteria

### Altri musicisti
- Joel Goldsmith - tastiere
- David Vincent - tastiere